# Fiat-SPA AS37
Der Autocarro Sahariano AS 37 war ein leichter Lastkraftwagen des Königlich-Italienischen Heeres, der für den Einsatz in Italienisch-Libyen entwickelt und im Zweiten Weltkrieg eingesetzt wurde. Der „Camionetta desertica“ war ein Subtyp mit den Varianten AS 37 und AS 43.
Das Fahrzeug wurde von den italienischen Verbänden auch vereinfachend als Sahariano bezeichnet. 

Bilder zum Autocarro Sahariano AS 37
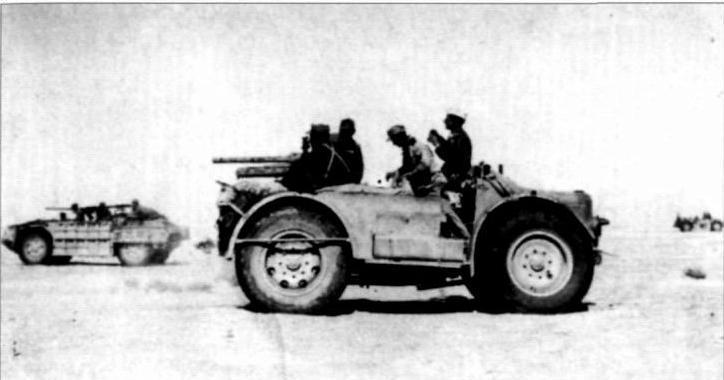
Camionetta desertica AS 37, offen mit MG (1942)
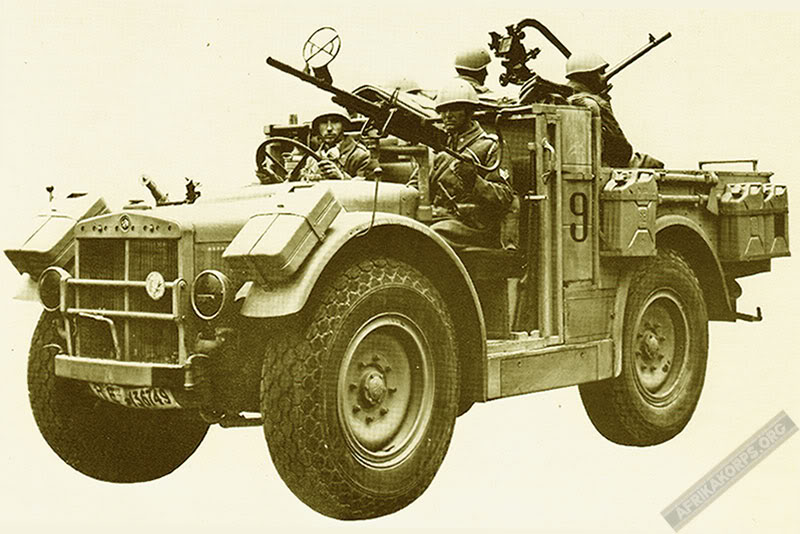
Camionetta desertica AS 43, offen mit leichten Flak-Geschützen (1943)